# Mariano Fortuny (Modeschöpfer)

Mariano Fortuny

Mariano Fortuny y Madrazo (* 11. Mai 1871 in Granada; † 3. Mai 1949 in Venedig) war ein spanischer Modedesigner, Künstler, Innenarchitekt, Ingenieur und Erfinder.

## Leben und Werk
Mariano wurde als Sohn von Cecilia de Madrazo (1846–1942), die aus einer Malerfamilie stammte, und des spanischen Malers Marià Fortuny, geboren. Nachdem sein Vater 1874 gestorben war, siedelte die Familie nach Paris über, wo sein Großvater Federico de Madrazo y Kuntz als Maler lebte. Mariano Fortuny zeigte Talent und erhielt von 1876 bis 1885 seine Ausbildung zunächst bei James Tissot, dann bei Paul Baudry, Emmanuel Frémiet, Giovanni Boldini, Alfred Stevens und Jean-Léon Gérôme.
Im Jahre 1889 ließ sich die Familie in Venedig im Palazzo Martinengo nieder. Dort stellte Fortuny in der großen Galerie Werke seines Vaters und auch seine eigenen aus. Seine Mutter hatte dort zudem eine umfangreiche Stoffsammlung von Samt, Brokat, Seide, Taft und Satin aus Venedig, Gent und aus dem Orient zusammengetragen. Die besonderen Farbtöne und -kombinationen der mit Blattwerk oder floralen Dessins überzogenen gold- und silberdurchwirkten Stoffe und deren Herstellung reizten Fortunys Neugier. Im Jahre 1892 kaufte er den Palazzo Pesaro degli Orfei (heute: Palazzo Fortuny) am Campo San Beneto, den er zum Zentrum seines Schaffens machte. Er richtete ein Mal- und Fotoatelier, eine Tischlerei, Stoffdruckerei und -färberei sowie eine Schneiderei ein, wo er ein Dutzend Arbeiterinnen beschäftigte.

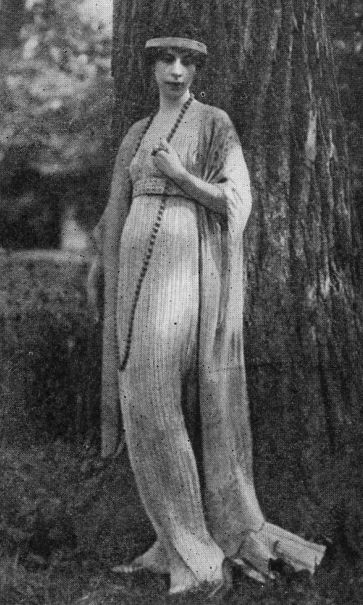
Clarisse Nast (geb. Coudert) in einem Modell von Mariano Fortuny, um 1917

In Zusammenarbeit mit seiner französischen Frau Henriette Negrin (1877–1965), einer Expertin für natürliche Farbstoffe, erfand Fortuny neue Methoden der Textilfärbung des Drucks auf Stoffe sowie Wandteppiche. In seinen Entwürfen für Damenkleider nahm er unter anderem Formen der Antike auf. Typisch für das Delphos-Kleid und den Knossos-Schal ist der hauchdünne, im Licht changierende dauerhaft plissierte Seidensatin, dessen Herstellung sich Fortuny 1909 in Paris patentieren ließ. Er entwarf diesen Typus Kleid bereits 1905 erfolgreich. Neben seiner Werkstatt in San Marco entstand 1919 die Firma Società Anonima Fortuny, eine Seidenstoffdruckerei auf der Insel Giudecca.
Im Jahre 1911 stellte Fortuny seine Stoffe in einer Ausstellung im Musée des Arts décoratifs aus und erzeugte damit eine große Resonanz. Kurz darauf eröffnete er in Paris eine Boutique, und später kamen Niederlassungen in London, Madrid und 1929 in New York City dazu, in denen seine Modelle verkauft wurden. In den 1920er- und 1930er-Jahren waren Sarah Bernhardt, Luisa Casati, Isadora Duncan, Eleonora Duse und in den Vereinigten Staaten Lillian Gish, Martha Graham und Ruth St. Denis seine Kundinnen. 
Als Innenarchitekt richtete er das Haus von Consuelo Vanderbilt im Stil der Art nouveau und Art déco ein, ebenso wie die Salons von Marie-Laure de Noailles und Dina Galli sowie den Spielsaal des neuen Hotels Excelsior in Paris. 
Fortuny meldete als Erfinder mehr als fünfzig Patente an, beschäftigte sich seit der Jahrhundertwende mit den indirekten Beleuchtungseffekten am Theater (Fortuny GmbH AEG Berlin), entwarf Theaterkulissen und -kostüme und war bis 1942 auf allen Biennalen in Venedig zudem noch als Maler vertreten.
Mariano Fortuny y Madrazo starb an den Folgen eines Herzinfarkts und wurde auf dem Friedhof Campo Verano in Rom beigesetzt.

## Auszeichnungen
- 1915 stellvertretender Honorarkonsul Spaniens in Venedig